# De alliancefrie landes bevægelse
De alliancefrie landes bevægelse (engelsk Non-Aligned Movement (NAM)) består af over 100 lande, som ikke er med i eller imod nogen anden magtblok. 
Bevægelsen arbejder for: nationernes uafhængighed, udryddelse af fattigdom, økonomisk udvikling og imod kolonialisme og neo-kolonialisme.
Bevægelsen opstod ved en konference holdt i Bandung i Indonesien i 1955. De nationer i verden, som ikke var deltagere i en alliance, udtrykte deres ønske om ikke at blive inddraget i den kolde krigs ideologiske øst-vest konflikt.
Det første topmøde blev holdt i Beograd i Jugoslavien i 1961 med deltagelse af 25 lande. Mødet kom i stand på initiativ af Josip Broz Tito, daværende præsident for Jugoslavien. Ligeledes var Nehru (fra Indien), Gamal Abdel Nasser (fra Egypten) og Sukarno (fra Indonesien) medvirkende til, at det første møde kom i stand.
Bevægelsen har haft svært ved at finde et ståsted efter afslutningen på den kolde krig.